# Vladimir Bazarov
Pour les articles homonymes, voir Bazarov et Roudnev.
Vladimir Aleksandrovitch Bazarov (en russe : Владимир Александрович Базаров), né Roudnev (Руднев), le 27 juillet 1874 (8 août dans le calendrier grégorien) à Toula et mort le 16 septembre 1939 à Moscou, est un philosophe marxiste et économiste russe et soviétique.

## Un spécialiste de la philosophie marxiste
Fils d’un médecin du zemstvo de Toula (qui aurait soigné Léon Tolstoï, dont le domaine Iasnaïa Poliana est proche), Vladimir Roudnev devient, comme beaucoup d’étudiants russes de cette époque, révolutionnaire et marxiste après avoir rejoint l’université de Moscou en 1894. 
Avec son ami Malinovski (futur Alexandre Bogdanov), il organise des cercles de propagande auprès des ouvriers de la région avant d'être arrêté et exilé à Vologda. En 1904, à l’exemple de ce dernier et de Lounatcharski dont il s’est aussi rapproché, il rejoint les Bolcheviks, avant de jouer l’année suivante un rôle dans les événements révolutionnaires de 1905. Après l’échec et la répression, Bazarov écrit dans diverses publications clandestines bolchéviques et soutient le courant dit de la « construction de Dieu » dans lequel certains intellectuels (dont Lounatcharski, Gorki et Bogdanov) cherchent à fonder une très curieuse religion « socialiste » conciliant marxisme et religion. Il participe aux séances de l'« école de Capri » que l'écrivain, qui en a les moyens matériels, accueille dans ses lieux de villégiature successifs.
Par ailleurs, exégète des œuvres de Marx et d’Engels, Bazarov s’attelle, de 1907 à 1909, à la traduction en russe du Capital de Karl Marx, renouvelant la tentative précédente, réalisée en 1872-73 par deux narodniki, Danielson et Lopatine. Ce travail, exercé en collaboration avec Skvortsov-Stepanov, a été, jusqu’à aujourd’hui la version sur laquelle toutes les générations de soviétiques ont étudié le marxisme.
Très proche de Bogdanov, Roudnev, qui a adopté à cette époque le pseudonyme de Bazarov, certainement en hommage au célèbre nihiliste créé par Tourgueniev dans son roman Pères et Fils (1860), se consacre à des analyses théoriques assez poussées. Les Essais sur la philosophie marxiste publiés à Saint-Pétersbourg en 1908 (recueil d'articles de lui-même, de Bogdanov, Lounatcharski, Bermann, Souvorov, etc.) lui valent d’être critiqué assez fermement par Lénine dans son célèbre Matérialisme et empiriocriticisme publié la même année (« Bazarov accommode Engels... »). Il est certain que les points de vue de Bazarov et de ses amis, imprégnés des idées de Mach et d’Avenarius, contredisent la vision d’un Vladimir Illitch très soucieux de préserver le matérialisme dialectique de Marx. Comme Bogdanov, Bazarov s’éloigne alors de la politique active.

## Un économiste planificateur
« Internationaliste » durant la Première Guerre mondiale, c’est-à-dire opposé à la participation de la Russie à la guerre, Bazarov collabore au journal de Gorki Letopis  (Chroniques) de 1915 à 1916 puis, en 1917, dans Novaïa jizn (1917-1918). Toujours associé à l’écrivain mais aussi à d’autres personnalités — notamment Nicolas Soukhanov qu’il côtoiera au Gosplan quelques années plus tard — il adopte une position critique envers les bolchéviques après la chute du tsar. Certaines sources indiquent qu’il est alors proche de Julius Martov, plaidant pour une alliance sociale démocrate effaçant la rupture entre les deux fractions. Opposé à la révolution d'Octobre, Bazarov continue de plaider pour un rassemblement des socialistes au sein d’une nouvelle assemblée constituante. Ses critiques envers Lénine sont acerbes comme le montre cette appréciation relevée dans une lettre adressée à un ami à cette époque :

« C’est un maniaque incurable qui signe des décrets en qualité de chef du gouvernement russe, au lieu de suivre un traitement hydrothérapique sous la surveillance d’un aliéniste expérimenté... »

En dépit de ces variations partisanes, Bazarov reste à l’écart de tout engagement au sein du parti menchévique. Il y garde cependant des liens qui lui seront utiles après la guerre civile. 
En effet, quand la paix revient en 1921, lors de l’établissement de la NEP, Bazarov est recruté par le Gosplan, créé en février de cette dernière année. Il y rencontre d’autres spécialistes, dont Vladimir Groman et Stanislav Stroumiline, et pose avec eux les premiers pas d’une planification économique dans un pays laissé exsangue par le « communisme de guerre » et les combats contre les armées blanches. L’apport de Bazarov à cet instant, probablement favorisé par son long voisinage avec l’œuvre de Bogdanov (et sa célèbre « tectologie »), est particulièrement innovant quand on considère la faiblesse de la maîtrise des mouvements économiques par les États à cette époque, notamment en Occident. Il propose pour la nouvelle Union soviétique une planification prévisionnelle appuyée sur des lois scientifiques afin de maîtriser la production économique. À cette fin, il définit des objectifs tenant compte de la demande, de l’offre, des entrées, des sorties (input-output). Bazarov offre une contribution très originale au marxisme car elle annonce les plans quinquennaux des décennies suivantes tout en essayant de répondre à la question de la victoire, sur le terrain économique, du socialisme sur le capitalisme. Il est vrai que l’alternative aux lois du marché reste  une interrogation fondamentale de l'économie politique qui, jusqu’à aujourd’hui, n’a pas encore été tranchée. 
Le lancement de l’industrialisation par Staline en 1928 bouleverse l’organisation d’un État qui se stabilise à peine sous le système de la NEP. De fait, les débuts de cette politique aussi volontariste que brutale sont chaotiques. Les résultats escomptés sont loin d’être partout réalisés, situation que le Parti explique par des résistances multiformes. En avril 1928, la presse annonce la découverte d'une « entreprise de sabotage industriel » dans la région de Chakhty. Cinquante-trois « spécialistes bourgeois » sont arrêtés, jugés et condamnés au cours d'un procès public censé populariser le mythe du « saboteur à la solde de l'étranger ».
En mars 1930, Staline, inquiet des troubles provoqués par la mise en œuvre d’une collectivisation qu’il a lui-même décidée, publie dans la Pravda un article célèbre, « Le vertige du succès », qui évoque les réussites mais aussi et surtout « leurs ombres ». En mai suivant, débutent des procès collectifs de savants et d'ingénieurs. Ils annoncent dans leur organisation les grandes purges des années suivantes (accusés sous contrôle, aveux appris par cœur, interrogatoires préparés d’avance). 
Bazarov est arrêté peu après avec d’autres spécialistes (dont Soukhanov, Groman, Riazanov). En mars 1931, il est impliqué dans le « procès des mencheviks » qui se tient à Moscou et qui vise cette fois-ci, à un niveau supérieur des jugements précédents, les économistes supposés coupables d’avoir condamné le rythme trop élevé de l'industrialisation et d’y avoir résisté. En dépit des pressions qu’il subit, Bazarov refuse de reconnaître sa culpabilité, à l’inverse d’autres accusés. Il résiste suffisamment pour que sa comparution ne puisse être mise en œuvre. Il se voit toutefois infliger une condamnation à une peine de 18 mois d’emprisonnement aussitôt suivie d’un exil en province. Autorisé à revenir à Moscou en 1935, Bazarov y meurt quatre ans plus tard, à l’âge de 75 ans, de maladie.

## Sources
- Encyclopédie Universalis, édition de 1977. Notices biographiques.